# 博多バスターミナル
博多バスターミナル（はかたバスターミナル）は、福岡県福岡市博多区博多駅中央街にあるバスターミナル。西鉄天神高速バスターミナルと並ぶ福岡市を代表するバスターミナルである。
西鉄グループの博多バスターミナル株式会社により運営されており、同社には西日本鉄道（西鉄）のほか、九州旅客鉄道（JR九州）などが出資している。
2010年11月1日に旧称の福岡交通センターから改称された。

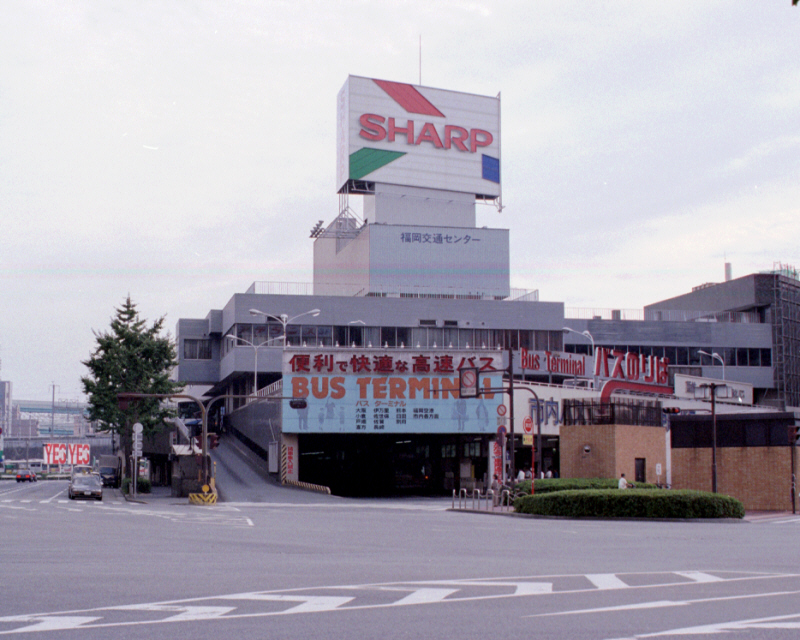
かつての福岡交通センター。この写真の建物は開設当時からのものであるが1999年に建物部分が建て替えられた

本記事では博多バスターミナル以外に、博多駅周辺に設けられているバス乗り場についても記述する。

## 施設概要
JR博多駅博多口北側に建つ地上9階、地下1階からなるビルの1階から3階にバスターミナルが入居する。
地下1階は博多駅地下街、博多1番街などへ連絡する商業スペース「バスチカ商店街」、4階 - 8階はテナントフロア（#主要テナント参照）、9階が貸ホール や運営会社などが入居するオフィスフロアとなっている。
西鉄バス・JR九州バスの運行上の拠点となっているほか、糸島・唐津方面に路線網を広げる昭和自動車の拠点ともなっている。一部の路線は博多駅近くの大博通り沿いの博多新三井ビル前（降車専用）や住吉通り沿いの西日本シティ銀行本店前（博多駅Fのりば）、筑紫口貸切バス駐車場前が終点となるものもあるほか、後述するように市内路線でも博多駅前始発ではない路線の大半や百年橋通り方面の路線には施設内に乗り入れず、博多駅周辺のバス乗り場に停車する路線もある。

### 主要テナント
主要なもの
- 8階
  - レストランフロア「博多 味のタウン」
  - 献血ルーム「おっしょい博多」
- 7階
  - namco博多バスターミナル店 / ガシャポンのデパート
  - ゲーマーズ博多店
- 6階
  - 紀伊國屋書店
  - ニトリ デコホーム
  - カフェ・ド・クリエ
- 5階
  - ダイソー / THREEPPY / Standard Products（約3400m2[4]）
    - 西日本地区の旗艦店と位置づけられている[5]。
- 4階
  - しまむら / Avail
- 3階（紫エスカレーター・エレベーター側）
  - コメダ珈琲店
- 2階（紫/赤エスカレーター・エレベーター側）
  - マクドナルド
  - ローソン
  - ココカラファイン
- 1階
  - 市内バス乗り場側
    - ペコちゃんmilkyドーナツ

  - 紫エスカレーター・エレベーター側
    - 吉野家
- 地下1階
  - BUS CHIKA（バスチカ）
    - ココカラファイン
    - 牧のうどん
    - レガネットキュート
    - スマホ修理王 博多バスターミナル店 - かつては1Fにあったが、2025年4月にB1へ移転。

## 運営会社
運営会社の「博多バスターミナル株式会社」は、西日本鉄道が過半数を出資している関係上、西鉄グループの企業となっているが、博多駅前のバスターミナルを整備する目的もあったことから、設立時に国鉄および福岡市が出資した経緯がある。このほか、比率はわずかではあるが同ターミナルを拠点とする昭和自動車・祐徳自動車も出資している。2016年4月1日より、現在の社名に変更した。

## 名称
同じビル内にありながら、様々な経緯から、バスターミナルは「博多駅交通センター」、運営会社及び商業施設名称は「福岡交通センター」、建物名称は「福岡交通センタービル」と、施設の正式名称が統一されていなかった。2010年11月1日、後述する九州新幹線鹿児島ルートの全通開業に向けたビル改装にあわせ運営会社の名称は変わらないが、バスターミナル名称・商業施設名称・建物名称をいずれも「博多バスターミナル」に統一した。バスターミナルについては西鉄は11月1日より、JR九州バスや昭和自動車も11月1日以降随時「博多バスターミナル」の呼称を用いている。2016年4月1日の社名変更で、バスターミナル名称・商業施設名称・建物名称・運営会社の全てが統一された。

## 改装

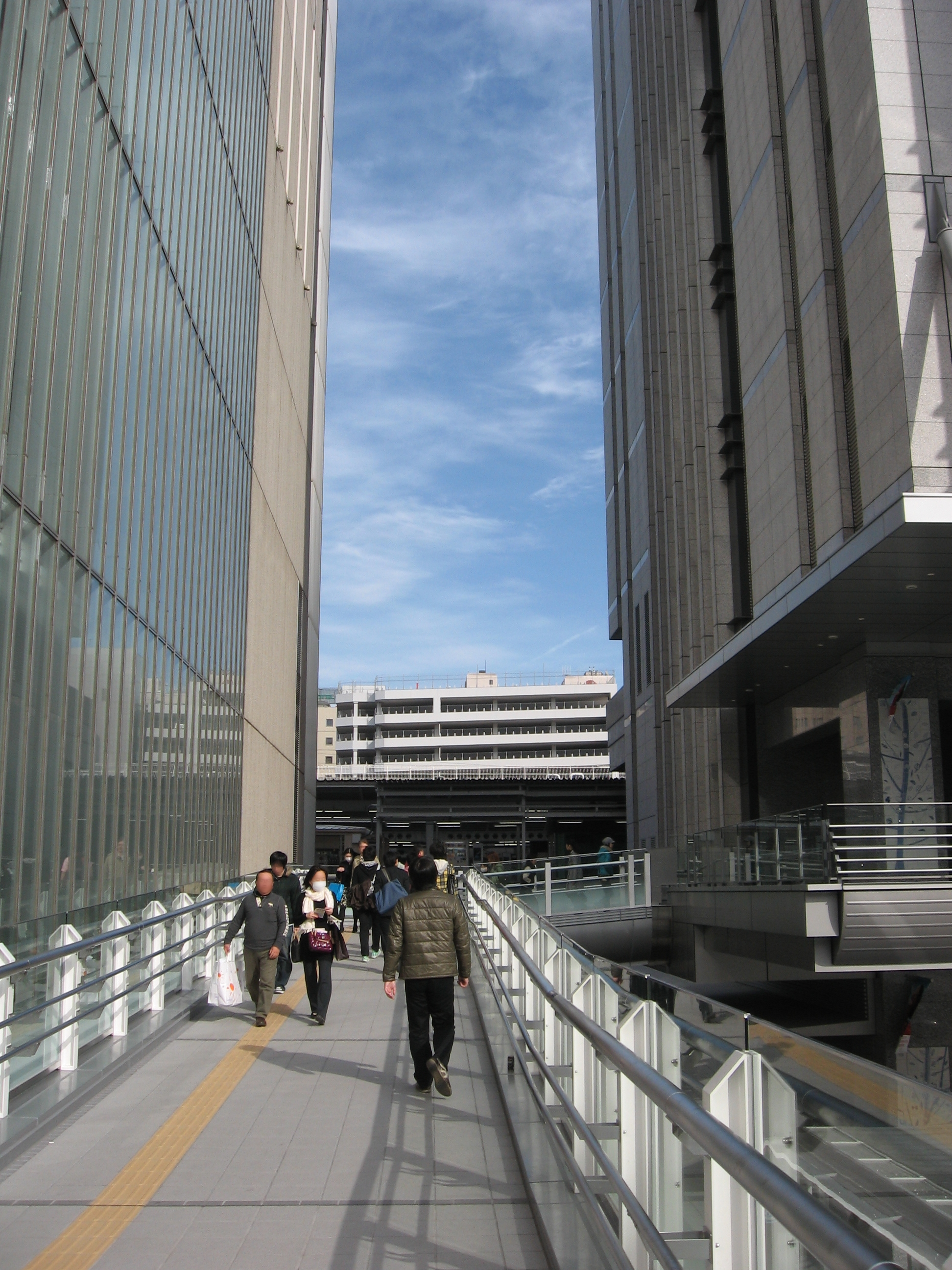
新駅ビルとの間のデッキ（現在は屋根あり）

2011年3月の九州新幹線鹿児島ルートの全通開業に併行する博多駅再開発に伴って2階部分が博多口の新駅ビル・JR博多シティ歩行者用連絡通路（ペデストリアンデッキ）で直結され、2011年3月に供用開始。2階レベルでKITTE博多・JRJP博多ビル、そして2021年2月竣工の深見パークビルを経由して、最終的にはHEARTSバスステーション博多まで繋がるデッキとなった。
これに合わせる形で、まず2010年（平成22年）11月1日付で、施設名称を「博多バスターミナル」に変更した。
さらに2011年2月19日までに2段階のテナント入れ替えによるリニューアルを実施。
前述のペデストリアンデッキは、大博通りに面する博多新三井ビル付近の歩道まで、「博多駅歩行者連絡橋」として延伸し、2012年12月20日に開通した。2019年2月1日に、福岡市が行った歩道橋のパートナー募集で博多区に本社を持つ人材派遣業の富世がパートナーとなり、これにより歩道橋の愛称が「とみよ博多駅歩行者連絡橋」となった。

## 構造
バス発着所は3層構造で、各階とも中央の待合いスペースの外周にバス通行路と停車ホームが設けられている。バス通行路は専用車道であり、横断歩道以外での歩行者の横断や通行は禁止されている。停車ホームと待合いスペースの間は自動ドアで仕切られており、待合い時の環境が確保されている。
- 3階：高速バスのりば、JR九州バスのりば
- 2階：高速バス降車場、西鉄バス（一部）・昭和自動車・貸切バスのりば
- 1階：西鉄バス（市内バス）のりば

23時で2階が閉鎖されるため以降に到着する高速バスは2階ではなく、1階で降車となる。
ビルの地上1階〜3階には、バス発着所と仕切られた形で一部のテナントが存在するが、直接の連絡路は存在せず、バス通路も通行・横断禁止のため、行き来には他の階（地下1階、地上4階〜）に移動する必要がある。

## 沿革
- 1963年（昭和38年）3月 - 会社設立
- 1965年（昭和40年）8月 - バスターミナル供用開始(3階建)
- 1997年（平成9年）8月 - 増改築工事に着手
- 1999年（平成11年）11月 - 増改築工事完成
- 2010年（平成22年）11月1日 - 第1期リニューアル完成[2]。施設名称を博多バスターミナルに変更[2]。
- 2011年（平成23年）2月19日 - 第2期リニューアル完成[4]。
- 2015年（平成27年）12月20日 - バスターミナルのリニューアル完了[13]
- 2016年（平成28年）4月1日 - 社名を施設名と同じ「博多バスターミナル株式会社」に変更[6]。
- 2019年（令和元年）7月1日 - 地下1階のBUS CHIKAリニューアルオープン[14]

## 利用状況
- 利用乗降客数:約70,000人／日平均（2012年度）
- バス発着便数:3,200便／日（2013年10月1日現在）[15]。

## 発着路線
路線は2025年4月26日現在（太字は終点停留所）
- 一般路線バスのほか、九州他県および本州方面への中長距離高速バスが発着する。福岡県内路線を含む西鉄の近距離路線の一部は西鉄天神高速バスターミナル発着であり、博多バスターミナルには停車しない。
- 一般路線バスについては公式サイトの表記に準じる。また、入出庫系統については原則として割愛する。路線の詳細については系統番号のリンクから各営業所記事を参照のこと。
- 経由地・目的地のうち、「キャナル」は「キャナルシティ博多前」、「福岡タワー」は、経由地は「福岡タワー南口」、目的地は「福岡タワー（TNC放送会館）」を指す。
- 高速バスのうち、無印は昼行便のみ、☆は夜行便のみ、★は昼行・夜行便の両方が存在。
- 【】内は運行会社。単に【西鉄】と記載してあるのは全て西日本鉄道自動車事業本部（系列子会社による管理委託便を含む）による運行。

| 系統                                                                     | 系統                                                                                     | 途中経由地 | 行先                                                                         | 備考                                                        |           |
| 1番のりば                                                                | 1番のりば                                                                                | 1番のりば | 1番のりば                                                                    | 1番のりば                                                   | 1番のりば |
| ------------------------------------------------------------------------ | ---------------------------------------------------------------------------------------- | --- | ---------------------------------------------------------------------------- | ----------------------------------------------------------- | --------- |
|                                                                          | 15                                                                                       | 福高前・千代町・千鳥橋 | ゆめタウン博多                                                               |                                                             |           |
|                                                                          | 29                                                                                       | 呉服町・県庁前・名島・城浜団地・香椎浜海岸通 | 香椎浜車庫 西鉄香椎 アイランドシティ照葉                                     | 香椎浜車庫行きは平日の夕方・西鉄香椎行きは平日の午前1本のみ |           |
| 29N                                                                      | 呉服町・都市高速・城浜団地・香椎浜南公園前・こども病院                                   | アイランドシティ照葉 |                                                                              |                                                             |           |
| 29I                                                                      | 呉服町・都市高速・こども病院                                                             | アイランドシティ照葉 | 平日の午前1本のみ                                                            |                                                             |           |
| 2番のりば（明治通り経由）                                                |                                                                                          | |                                                                              |                                                             |           |
|                                                                          | 3                                                                                        | 天神・西新 | 西油山ハイツ 星の原団地 早良営業所 さわら台団地 陽光台 早良高校 脇山小学校前 | さわら台団地行きは夕方・早良高校行きは午前のみ              |           |
| 特快3                                                                    | 陽光台 脇山小学校前                                                                      | 天神・西新 | 西新から先は各バス停に停車 夕方と夜のみ                                      |                                                             |           |
| 140                                                                      | 明治通・博多座・天神・福岡市美術館東口・六本松・茶山・金山団地・七隈四角                 | 福大病院 | 平日1本のみ                                                                  |                                                             |           |
| 140                                                                      | 明治通・博多座・天神・福岡市美術館東口・六本松・茶山・金山団地・七隈四角                 | 片江営業所 |                                                                              |                                                             |           |
| 140                                                                      | 明治通・博多座・天神・福岡市美術館東口・六本松・茶山・七隈四角                           | 平日の午前1本のみ |                                                                              |                                                             |           |
|                                                                          | 12                                                                                       | 明治通・博多座・ 天神・赤坂門・警固町・六本松・田島・福大前 |                                                                              |                                                             |           |
| 13                                                                       | 明治通・博多座・天神・福岡市美術館東口・六本松・油山観光道路・笹丘・東油山・南片江六丁目 | 博多工業高校 片江営業所 桧原営業所 | 博多工業高校行きは平日の午前1本のみ                                          |                                                             |           |
| 56                                                                       | 天神・赤坂門・動物園前・小笹                                                             | 桧原営業所 柏原営業所 |                                                                              |                                                             |           |
| 57                                                                       | 天神・赤坂門・桜坂・小笹                                                                 | 桧原営業所 柏原営業所 |                                                                              |                                                             |           |
| 3番のりば（昭和通り経由）                                                |                                                                                          | |                                                                              |                                                             |           |
|                                                                          | 32                                                                                       | 呉服町・中洲 | 大濠公園                                                                     |                                                             |           |
| 4番のりば（国体道路経由）                                                |                                                                                          | |                                                                              |                                                             |           |
|                                                                          | 68                                                                                       | キャナル・天神 | 福浜                                                                         |                                                             |           |
|                                                                          | 113                                                                                      | 国体道路・キャナルシティ・天神 | 六本松                                                                       | 六本松行き・博多工業高校行きは平日の午前1本のみ             |           |
| 国体道路・キャナルシティ・天神・六本松・観光道路・笹丘・東油山・油山団地 | 113                                                                                      | 片江営業所 桧原営業所 博多工業高校 |                                                                              | 六本松行き・博多工業高校行きは平日の午前1本のみ             |           |
| 国体道路・キャナルシティ・天神・六本松・観光道路・笹丘・東油山・油山団地 | 快速113                                                                                  | 片江営業所 桧原営業所 | 六本松発車後は各バス停に停車                                                 |                                                             |           |
|                                                                          | 200 快速200                                                                              | キャナル・天神・六本松・荒江四角 | 早良営業所 さわら台団地                                                      | 快速は荒江四角から先は各バス停に停車                        |           |
| 201                                                                      | キャナル・天神・六本松・原・次郎丸                                                       | 四箇田団地 金武車庫 |                                                                              |                                                             |           |
| 201                                                                      | キャナル・天神・六本松・原・田隈新町                                                     | 四箇田団地 金武車庫 |                                                                              |                                                             |           |
| 202                                                                      | キャナル・天神・六本松・原                                                               | 原北中学校前 | 夕方のみ                                                                     |                                                             |           |
| 203                                                                      | キャナル・天神・六本松・原                                                               | 室住団地 野方 |                                                                              |                                                             |           |
| 特快203                                                                  | キャナル・天神・六本松・原・室住団地・橋本                                               | 野方 | 小田部一丁目から先は各バス停に停車 平日の午前1本のみ                         |                                                             |           |
| 204                                                                      | キャナル・天神・六本松・原・壱岐農協前・橋本                                             | 野方 |                                                                              |                                                             |           |
| 205                                                                      | キャナル・天神・六本松・原・壱岐農協前・中村・拾六町団地                                 | 野方 |                                                                              |                                                             |           |
| 208                                                                      | キャナル・天神・六本松・原・木の葉モール橋本前                                           | 野方 |                                                                              |                                                             |           |
| 5番のりば                                                                |                                                                                          | |                                                                              |                                                             |           |
|                                                                          | 直行                                                                                     | 都市高速・福岡タワー | 藤崎                                                                         |                                                             |           |
| 都市高速・福岡タワー・藤崎・次郎丸                                       | 直行                                                                                     | 四箇田団地 |                                                                              |                                                             |           |
| 312                                                                      | 呉服町・都市高速                                                                         | 福岡タワー |                                                                              |                                                             |           |
| 312                                                                      | 呉服町・都市高速・福岡タワー                                                             | 藤崎 能古渡船場 |                                                                              |                                                             |           |
| 503                                                                      | キャナル・天神・都市高速・室見団地                                                       | 室住団地 野方 |                                                                              |                                                             |           |
| 504                                                                      | キャナル・天神・都市高速・壱岐農協前・橋本                                               | 野方 |                                                                              |                                                             |           |
| 505                                                                      | キャナル・天神・都市高速・中村・拾六町団地                                               | 野方 |                                                                              |                                                             |           |
| 506                                                                      | キャナル・天神・都市高速・中村・ウエストヒルズ・生松台二丁目                             | 野方 |                                                                              |                                                             |           |
| 525                                                                      | キャナル・天神・都市高速・姪浜駅・中村・拾六町団地                                       | 野方 |                                                                              |                                                             |           |
| 526                                                                      | キャナル・天神・都市高速・姪浜駅・中村・ウエストヒルズ・生松台二丁目                     | 野方 |                                                                              |                                                             |           |
| 6番のりば                                                                |                                                                                          | |                                                                              |                                                             |           |
|                                                                          | 306                                                                                      | 呉服町・都市高速・みずほPayPayドーム | 福岡タワー 藤崎                                                              |                                                             |           |
| 呉服町・都市高速・みずほPayPayドーム・福岡タワー・藤崎・田隈新町         | 306                                                                                      | |                                                                              |                                                             |           |
| 歯科大病院                                                               | 306                                                                                      | |                                                                              |                                                             |           |
| 四箇田団地 金武車庫                                                      | 306                                                                                      | |                                                                              |                                                             |           |
| 呉服町・都市高速・みずほPayPayドーム・福岡タワー・藤崎・次郎丸           | 306                                                                                      | |                                                                              |                                                             |           |
|                                                                          | 臨時                                                                                     | （直行） | みずほPayPayドーム                                                           | イベント時のみ運行                                          |           |
| 7・8・9・10番のりば                                                      |                                                                                          | |                                                                              |                                                             |           |
|                                                                          |                                                                                          | （降車専用） |                                                                              |                                                             |           |
| 11番のりば                                                               |                                                                                          | |                                                                              |                                                             |           |
|                                                                          | 直行                                                                                     | 福岡空港国際線・都市高速・太宰府市役所 | 太宰府（西鉄太宰府駅）                                                       | 福岡空港国際線のみ降車不可                                  |           |
| ノンストップ                                                             | 直行                                                                                     | 朝1本のみ | 太宰府（西鉄太宰府駅）                                                       |                                                             |           |
| 12番のりば                                                               |                                                                                          | |                                                                              |                                                             |           |
|                                                                          | 41                                                                                       | 比恵・麦野 | 新屋 板付 桜並木駅 イオン大野城                                              | 新屋行きは平日の午前1本のみ                                 |           |
| 43                                                                       | 比恵・西月隈三丁目                                                                       | 金隈 |                                                                              |                                                             |           |
| 13番のりば（筑紫口経由）                                                 |                                                                                          | |                                                                              |                                                             |           |
|                                                                          |                                                                                          | |                                                                              |                                                             |           |
| 17                                                                       | 山王一丁目                                                                               | 扇町 | 平日の午前のみ                                                               |                                                             |           |
| L                                                                        | 山王一丁目                                                                               | ららぽーと福岡 |                                                                              |                                                             |           |
| 40                                                                       | 山王一丁目・弥生小学校前・板付団地第二                                                   | 板付七丁目 |                                                                              |                                                             |           |
| 40L                                                                      | 山王一丁目・那珂五丁目・板付団地第二                                                     | 板付七丁目 | 昼間のみ                                                                     |                                                             |           |
| 44                                                                       | 山王一丁目・那珂五丁目・諸岡・南本町                                                     | 桜並木駅 |                                                                              |                                                             |           |
| 45                                                                       | 山王一丁目・那珂五丁目・諸岡・井尻駅・福岡女学院・昇町                                   | 桜並木駅 |                                                                              |                                                             |           |
| 45                                                                       | 山王一丁目・那珂五丁目・諸岡・井尻駅・昇町                                               | 桜並木駅 | 平日・土曜の夜の一部と日祝のみ                                               |                                                             |           |
| 45                                                                       | 山王一丁目・諸岡                                                                         | 井尻駅 |                                                                              |                                                             |           |
| 14番のりば                                                               |                                                                                          | |                                                                              |                                                             |           |
|                                                                          | 30                                                                                       | 空港通・亀山 | イオンモール福岡                                                             |                                                             |           |
| 32                                                                       | 空港通・亀山・志免                                                                       | 原田橋 上宇美 障子岳 極楽寺 |                                                                              |                                                             |           |
| 33                                                                       | 空港通・亀山・志免・上宇美                                                               | 障子岳 極楽寺 |                                                                              |                                                             |           |
| 37                                                                       | 空港通・福岡空港前・月隈団地・志免                                                       | 上宇美 四王寺坂 | 四王寺坂行きは平日の午前1本のみ                                              |                                                             |           |
| 37-1                                                                     | 榎田町・空港通・福岡空港前・月隈団地・志免                                               | 四王寺坂 | 平日の午前1本のみ                                                            |                                                             |           |
| 38                                                                       | 榎田町・二又瀬・福岡空港前・月隈団地・桜ヶ丘第一                                         | ひばりが丘団地 | 平日の午前2本のみ                                                            |                                                             |           |
| 39                                                                       | 空港通・二又瀬・福岡空港前・月隈団地・桜丘第一                                           | 桜丘第五 上宇美 | 桜丘第五行きは土日祝のみ                                                     |                                                             |           |
| 快速39                                                                   | 空港通・福岡空港前・月隈団地・桜丘第一                                                   | 桜丘第五 ひばりが丘団地 上宇美 | 桜丘第五行きは平日の夕方と夜のみ                                             |                                                             |           |
| 39B                                                                      | 東平尾公園入口・月隈団地・桜ヶ丘第一                                                     | ひばりが丘団地 |                                                                              |                                                             |           |
| 73                                                                       | 空港通・流通センター                                                                     | 流通センター公園前 土井営業所 | 土井営業所行きは土曜の夜1本のみ                                              |                                                             |           |
|                                                                          | 臨時                                                                                     | （直行） | レベルファイブスタジアム                                                     | イベント時のみ運行                                          |           |
| 21・22・23番のりば                                                       |                                                                                          | |                                                                              |                                                             |           |
|                                                                          |                                                                                          | （高速バス降車場・昭和バス降車場）、唐津競艇場送迎バス |                                                                              |                                                             |           |
| 24番のりば                                                               |                                                                                          | |                                                                              |                                                             |           |
|                                                                          | 400                                                                                      | 呉服町・都市高速・水城・都府楼前駅 | 針摺北口                                                                     | 針摺北口行きは平日の夜1本のみ                               |           |
| 呉服町・都市高速・水城・都府楼前駅・甘木                                 | 400                                                                                      | 甘木営業所 |                                                                              | 針摺北口行きは平日の夜1本のみ                               |           |
| 31番のりば（下関・佐賀・長崎方面高速バス）                               |                                                                                          | |                                                                              |                                                             |           |
|                                                                          |                                                                                          | - 佐賀空港行き高速バス（国際線と接続、週3日運行）【西鉄】 - 佐世保・佐々BC・ハウステンボス （させぼ号） 【西鉄・西肥自動車】 - 諫早・島原 （島原号） 【西鉄・島原鉄道】 - 下関（ふくふく号） 【西鉄・サンデン交通】 |                                                                              |                                                             |           |
| 32番のりば（西九州道方面高速バス）                                       |                                                                                          | |                                                                              |                                                             |           |
|                                                                          |                                                                                          | - 前原・初・加布里（いと・しま号）【昭和自動車】 - 二見ヶ浦 （ウエストコーストライナー） 【昭和自動車】 - 唐津 （からつ号） 【昭和自動車】 - 伊万里 （いまり号） 【昭和自動車】 |                                                                              |                                                             |           |
| 33番のりば（JR九州バス直方線）                                           |                                                                                          | |                                                                              |                                                             |           |
|                                                                          |                                                                                          | 多々良・山の神・鞍手高校 | 直方駅                                                                       |                                                             |           |
| 多々良                                                                   | 福丸 山の神                                                                              | |                                                                              |                                                             |           |
| 34番のりば（大分道方面高速バス）                                         |                                                                                          | |                                                                              |                                                             |           |
|                                                                          |                                                                                          | - 別府・大分 （とよのくに号） 【西鉄・大分交通・亀の井バス・大分バス】 - 湯布院・九重 （ゆふいん号） 【西鉄・亀の井バス】 - 黒川温泉 【九州産交バス・日田バス】 - 日田 （ひた号） 【西鉄・日田バス】 |                                                                              |                                                             |           |
| 35番のりば（南九州・本州・四国方面高速バス）                             |                                                                                          | |                                                                              |                                                             |           |
|                                                                          |                                                                                          | - 高千穂・延岡 （ごかせ号） 【西鉄・宮崎交通】 - 八代・人吉・えびの・小林・都城・宮崎 （フェニックス号） 【西鉄・九州産交バス・宮崎交通・JR九州バス】 - ☆延岡・宮崎（東九州道経由）【西鉄・宮崎交通】 - 山陽小野田・宇部・山口 （福岡・山口ライナー） 【JRバス中国・JR九州バス】 - 防府・周南・下松・光 （福岡・防府・周南ライナー） 【JR九州バス・防長交通】 - 長門湯本温泉（おとずれ号）【西鉄】 - ★広島 （広福ライナー） 【JRバス中国・JR九州バス・広交観光】 - ★広島 （WILLER EXPRESS） 【祐徳バス】 - ☆倉敷・岡山 （ペガサス号） 【西鉄・両備ホールディングス・下津井電鉄】 - ☆雲南・出雲・松江 （出雲ドリーム博多号） 【JRバス中国・JR九州バス】 - ☆米子・倉吉・鳥取 （大山号） 【日本交通・日ノ丸自動車】 - ☆高松・丸亀・坂出（さぬきエクスプレス福岡） 【四国高速バス】 - ☆今治・松山（道後エクスプレス福岡号） 【伊予鉄バス・伊予鉄南予バス・瀬戸内運輸】 - ☆栄・名古屋 （どんたく号） 【西鉄・名鉄バス】 - ☆神戸・大阪梅田・USJ・京都 （WILLER EXPRESS） 【日本高速バス・祐徳バス】 |                                                                              |                                                             |           |
| 36番のりば（鹿児島・東京方面高速バス）                                   |                                                                                          | |                                                                              |                                                             |           |
|                                                                          |                                                                                          | - 鹿児島 （桜島号） 【西鉄・JR九州バス・鹿児島交通観光バス・鹿児島交通・南国交通】 - ☆東京（新宿） （はかた号） 【西鉄】 |                                                                              |                                                             |           |
| 37番のりば（九州急行バス）                                               |                                                                                          | |                                                                              |                                                             |           |
|                                                                          |                                                                                          | - 嬉野・長崎 （九州号） 【九州急行バス】 |                                                                              |                                                             |           |
| 38番のりば（熊本方面高速バス）                                           |                                                                                          | |                                                                              |                                                             |           |
|                                                                          |                                                                                          | - 熊本 （ひのくに号） 【西鉄・九州産交バス】 |                                                                              |                                                             |           |

## 博多駅周辺の路線バス停留所
博多駅周辺には博多バスターミナル以外にも路上バス停留所が設けられている。博多口には駅前を通過する住吉通り沿いに6面（南行き4面、北行き2面）、博多駅筑紫口には駅前を通過する国道385号上に2面と、少し離れた福岡県福岡東総合庁舎前に停留所が設けられている。
かつて存在した「博多駅筑紫口（合同庁舎前）」の路線を除きすべて西鉄バスの路線（2025年4月26日現在（太字は終点停留所））。西鉄バスの路線の詳細については系統番号のリンクから各営業所記事を参照のこと。
西鉄バス・福岡都心部路線図の「博多駅周辺のりば案内図」 (PDF) も参照。

### 博多駅筑紫口（北行き）
筑紫口側貸切バス駐車場前。百年橋通り方面からの全便ときよみ通りからの60番が本停留所を終点とする（始発は博多口の博多駅郵便局前A・BC乗り場）ほか、ここに途中停車する福岡空港国際線行きを除く全便が博多バスターミナルまたは博多駅前（博多口）を経由する。
博多バスターミナルを経由（または終点）となる路線
- ■40（呉服町・都市高速経由福岡タワー（TNC放送会館））

- ■40 / 44 / 45 / 300（博多バスターミナル止まり）

博多駅前博多口(A・B・C乗り場)を経由となる路線
- ■17（住吉・城南線経由早良営業所）
- ■44（住吉・渡辺通一丁目経由天神）
- ■44（住吉・渡辺通一丁目・天神・都市高速経由福岡タワー（TNC放送会館））
- 福北リムジンバス（北九州空港）

その他
- ■直行（福岡空港国際線）

### 博多駅筑紫口（南行き）
筑紫口南側、都ホテル向かい。全便が博多バスターミナル13番乗り場の次に本停留所に停車する。
- ■ 17（山王一丁目経由扇町）
- ■ L（山王一丁目経由ららぽーと福岡）
- ■ 40・40L（山王一丁目経由板付七丁目）
- ■ 44（山王一丁目経由桜並木駅）
- ■ 45（山王一丁目経由井尻駅 / 桜並木駅）

### 博多駅筑紫口（合同庁舎前）

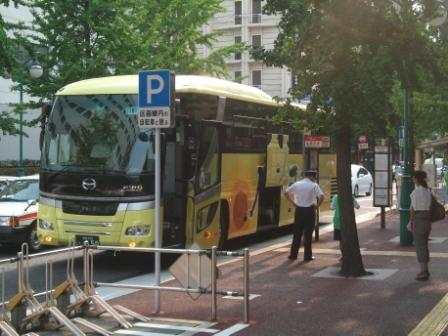
博多駅筑紫口（合同庁舎前）バス停に停車中の「ハッコーライナー」

一般社団法人福岡東総合庁舎前停留所管理事務所が管理し、高速ツアーバスから移行した高速バス路線（いわゆる新高速乗合バス）の拠点となっていた。
供用開始時点では筑紫口交差点脇のサンライフホテル1階にある「BUS STOP LOUNGE」が集合場所（待合室）となっていたが、2018年4月1日より駅前の竹下通りに面した五幸ビル5階に変更されたのち、同年7月1日より待合室が廃止されている。
2018年12月16日に博多駅博多口南側の筑紫通り沿いに「HEARTSバスステーション博多」が営業を開始し、当バス停発着の路線はすべてHEARTSバスステーション博多へ発着地が移転した。以下は移転直前まで当バス停に発着していた路線。
- 宮崎（サンマリンライナー）【南九州観光バス】
- 宮崎（みとシティライナー）【美登観光バス（山口運送 (宮崎県)）】
- 高千穂・延岡・門川・日向市（ハッコーライナー）【ハッコートラベル】
- 鹿児島（南九号）【南九州観光バス】
- ☆神戸・大阪（梅田）・京都（オリオンバス）【天領バス】
- ☆神戸・大阪（梅田）・京都（WILLER EXPRESS）【日本高速バス】
- ☆神戸・大阪（梅田）・京都（ロイヤルエクスプレス）【ロイヤルバス】
- ☆神戸・大阪（梅田・長堀・USJ）（ユタカライナー）【ユタカ交通】
- ☆広島・名古屋・豊田（ロイヤルエクスプレス）【ロイヤルバス】
- ☆東京（新宿）（オリオンバス）【天領バス】

### 博多駅前A

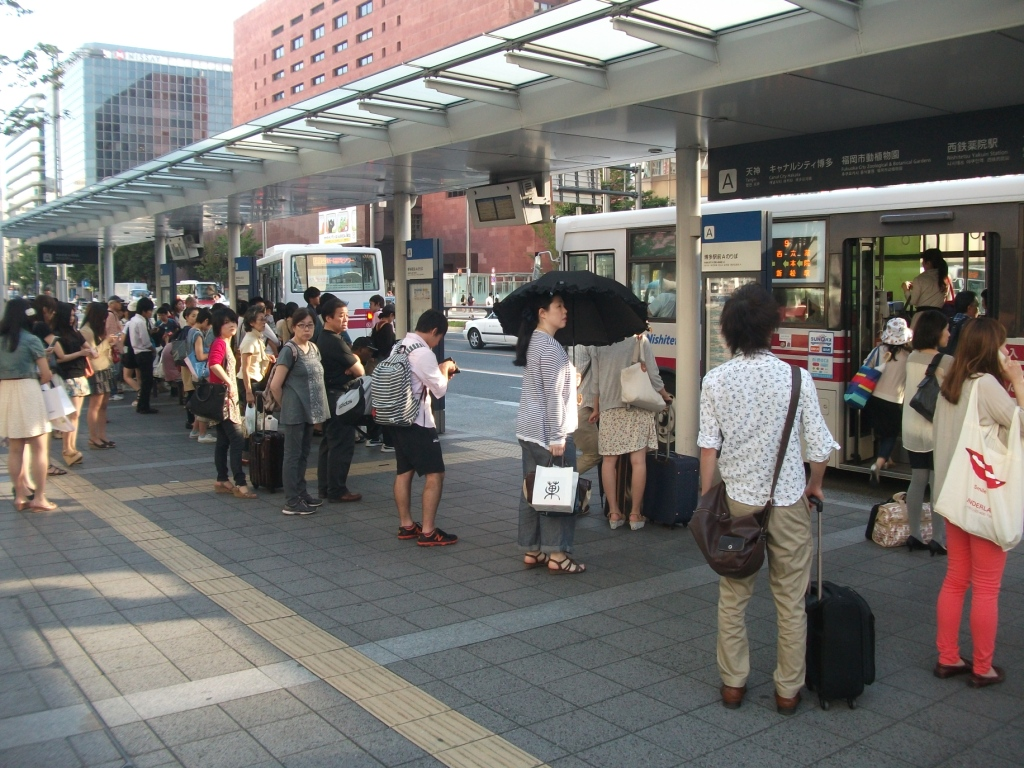
博多駅前Aのりば

博多口正面の住吉通り南行き車線沿い。博多口側では駅から最も近いバス乗り場であり、キャナルシティ博多・天神方面に向かう路線を中心に多くの系統が停車する。道路混雑等によりB乗り場・C乗り場封鎖の場合こちらに停車する。
停車系統は大きく以下の3方面に分けられる。
| 系統色                     | 系統                       | 経由地                                                                             | 行き先                         | 備考                       |
| キャナルシティ経由天神方面 | キャナルシティ経由天神方面 | キャナルシティ経由天神方面                                                         | キャナルシティ経由天神方面     | キャナルシティ経由天神方面 |
| -------------------------- | -------------------------- | ---------------------------------------------------------------------------------- | ------------------------------ | -------------------------- |
| ■                          | 6                          | キャナルシティ博多（櫛田神社前駅）・国体道路・天神                                 | 西新方面                       |                            |
| ■                          | 6-1                        | キャナルシティ博多（櫛田神社前駅）・国体道路・天神                                 | 福岡タワー（TNC放送会館）      |                            |
| 住吉経由天神方面           |                            |                                                                                    |                                |                            |
| ■                          | 特快300                    | 渡辺通一丁目・天神・都市高・西南中高前・愛宕浜小学校前                             | 能古渡船場                     | ★連接バス★                 |
| ■                          | 300                        | 住吉・渡辺通一丁目・天神・都市高速・領事館前・西南中高前・名柄団地・愛宕浜小学校前 | 能古渡船場                     | 柳橋通過                   |
| ■                          | 301                        | 住吉・渡辺通一丁目・天神・都市高速・領事館前・西南中高前・マリナタウン             | 能古渡船場                     | 柳橋通過                   |
| ■                          | 302                        | 住吉・渡辺通一丁目・天神・都市高・百道RP・マリナタウン                             | 能古渡船場                     | 柳橋通過                   |
| ■                          | 304                        | 住吉・渡辺通一丁目・天神・都市高・愛宕RP・マリナタウン                             | 能古渡船場                     | 柳橋通過                   |
| ■                          | 305                        | 住吉・渡辺通一丁目・天神・都市高                                                   | 福岡タワー（TNC放送会館） 藤崎 | 柳橋通過                   |
| ■                          | 307                        | 住吉・渡辺通一丁目・天神・都市高速・百道RP                                         | 福岡タワー（TNC放送会館） 藤崎 | 柳橋通過                   |
| ■                          | エコルライナー             | 住吉・渡辺通一丁目・天神・都市高速・領事館前                                       | 西南中高前                     |                            |
| ■                          | エコルライナー             | 住吉・渡辺通一丁目・天神・都市高速・領事館前・西南中高前・愛宕浜小学校前           | 能古渡船場                     |                            |
| ■                          | K                          | 渡辺通一丁目・天神・都市高速・福重RP                                               | 九大総合グラウンド             |                            |
| ■                          | エコルライナーK            | 渡辺通一丁目・天神・都市高速・今宿RP                                               | 九大総合グラウンド             |                            |
| ■                          | BRT                        | 渡辺通一丁目                                                                       | 天神方面                       |                            |
| ■                          | 44                         | 住吉・渡辺通一丁目                                                                 | 天神                           | 柳橋・天神南通過           |
| 西鉄大橋駅方面             |                            |                                                                                    |                                |                            |
| ■                          | 47                         | 清水四丁目・塩原                                                                   | 西鉄大橋駅                     |                            |
| ■                          | 47                         | 清水四丁目・塩原・西鉄大橋駅・老司・片縄                                           | 那珂川営業所                   |                            |
| ■                          | 47-1                       | 清水四丁目・南区役所・西鉄大橋駅・老司・片縄                                       | 那珂川営業所                   |                            |
| ■                          | 特快47-1                   | 清水四丁目・西鉄大橋駅・老司・片縄                                                 | 那珂川営業所                   | ★連接バス★                 |
| ■                          | 48                         | 竹下駅西口・西鉄大橋駅・がんセンター                                               | 福翔・LH野多目                 |                            |
| ■                          | 48-1                       | 竹下駅西口・西鉄大橋駅                                                             | 老司団地                       |                            |
| ■                          | 48-2                       | 駅南三丁目・竹下駅西口・西鉄大橋駅・がんセンター                                   | 福翔・LH野多目                 |                            |
| ■                          | 60                         | 山王一丁目・きよみ通・清水町・南区役所                                             | 西鉄大橋駅                     |                            |
| ■                          | 60                         | 山王一丁目・きよみ通・清水町・南区役所・西鉄大橋駅・老司・片縄                     | 那珂川営業所                   |                            |
| その他                     |                            |                                                                                    |                                |                            |
| ■                          | 高速（福北リムジンバス）   | 高速                                                                               | 北九州空港                     |                            |

### 博多駅前B・C
2019年現在、KITTE博多前の住吉通り南行き車線沿い。BのりばとCのりばは隣接しているが異なる。博多駅前AのりばからT字交差点を挟んで南側にある。バスカットの設置のため乗り場が時々変更された。薬院方面への路線を中心に竹下・百年橋通り・那の川経由で野間・小笹方面へ向かうバスが停車する。なお博多駅止まりの一部の路線は筑紫口が終点となる。
| 系統色                                                  | 系統                                                    | 経由地                                                               | 行き先                                                   | 備考                                                    |
| 住吉経由城南線（薬院駅・六本松）方面（博多駅前Bのりば） | 住吉経由城南線（薬院駅・六本松）方面（博多駅前Bのりば） | 住吉経由城南線（薬院駅・六本松）方面（博多駅前Bのりば）              | 住吉経由城南線（薬院駅・六本松）方面（博多駅前Bのりば）  | 住吉経由城南線（薬院駅・六本松）方面（博多駅前Bのりば） |
| ------------------------------------------------------- | ------------------------------------------------------- | -------------------------------------------------------------------- | -------------------------------------------------------- | ------------------------------------------------------- |
| ■                                                       | 9                                                       | 住吉・渡辺通一丁目・薬院駅・桜坂・六本松・西新・藤崎・マリナタウン   | 能古渡船場                                               |                                                         |
| ■                                                       | 10・15                                                  | 住吉・渡辺通一丁目・薬院駅・桜坂・六本松・西新                       | 福岡タワー（TNC放送会館）                                |                                                         |
| ■                                                       | 11                                                      | 住吉・渡辺通一丁目・薬院駅・桜坂・六本松・城南区役所・中村高校・昭代 | 藤崎                                                     |                                                         |
| ■                                                       | 16                                                      | 住吉・渡辺通一丁目・薬院駅・桜坂・六本松・観光道路・福大前           | 片江営業所                                               |                                                         |
| ■                                                       | 17                                                      | 住吉・渡辺通一丁目・薬院駅・桜坂・六本松                             | 早良営業所                                               |                                                         |
| ■                                                       | 17                                                      | 住吉・渡辺通一丁目・薬院駅・桜坂・六本松・早良営業所・内野           | 陽光台                                                   |                                                         |
| ■                                                       | 17                                                      | 住吉・渡辺通一丁目・薬院駅・桜坂・六本松・早良営業所・野田           | 早良高校 脇山小学校前                                    |                                                         |
| ■                                                       | 19 快速19                                               | 住吉・渡辺通一丁目・薬院駅・桜坂・六本松・原・次郎丸                 | 四箇田団地 金武車庫                                      | 快速は原より各停 桜坂は普通のみ停車                     |
| ■                                                       | 50                                                      | 住吉・渡辺通一丁目・薬院駅・高宮通り・自動車免許試験場               | 桧原営業所                                               |                                                         |
| ■                                                       | 58                                                      | 住吉・渡辺通一丁目・薬院駅・動物園前・小笹                           | 桧原営業所                                               |                                                         |
| ■                                                       | エコルライナー58                                        | 渡辺通一丁目・薬院駅・動物園前                                       | 小笹                                                     |                                                         |
| ■                                                       | 58-1                                                    | 住吉・渡辺通一丁目・薬院駅・桜坂                                     | 上智福岡中高前                                           |                                                         |
| ■                                                       | 214                                                     | 住吉・渡辺通一丁目・薬院駅・桜坂・六本松・原                         | 野方                                                     |                                                         |
| ■                                                       | エコルライナー214                                       | 渡辺通一丁目・薬院駅・六本松・原                                     | 野方                                                     | 原より各停                                              |
| ■                                                       | エコルライナー                                          | 渡辺通一丁目・薬院駅・六本松・福大正門前                             | 片江営業所                                               |                                                         |
| 竹下・住吉・百年橋・日赤前・小笹方面（博多駅前Cのりば） |                                                         |                                                                      |                                                          |                                                         |
| ■                                                       | 64                                                      | 駅南三丁目・百年橋・那の川・野間・長住                               | 片江営業所 福大病院                                      |                                                         |
| ■                                                       | 65                                                      | 渡辺通一丁目・那の川・野間・長住                                     | 桧原営業所                                               |                                                         |
| ■                                                       | 66                                                      | 駅南三丁目・百年橋・那の川・野間・若久通り                           | 国立福岡病院                                             |                                                         |
| ■                                                       | 66                                                      | 駅南三丁目・百年橋・那の川・野間・若久通り・現人橋                   | 那珂川営業所                                             |                                                         |
| ■                                                       | 66                                                      | 駅南三丁目・百年橋・那の川・野間・若久通り・今立                     | 那珂川営業所                                             |                                                         |
| ■                                                       | 67                                                      | 駅南三丁目・百年橋・那の川・野間・長住                               | 桧原営業所 柏原営業所                                    |                                                         |
| ■                                                       | 69                                                      | 駅南三丁目・百年橋・那の川・小笹                                     | 桧原営業所                                               |                                                         |
| ■                                                       | 69-1                                                    | 駅南三丁目・百年橋・那の川・小笹・城南区役所・中村高校・昭代         | 藤崎                                                     |                                                         |
| ■                                                       | 46                                                      | 竹下・宮竹                                                           | 西鉄井尻駅 井尻六ッ角 福岡徳洲会病院 福岡女学院 桜並木駅 |                                                         |
| ■                                                       | 46L                                                     | 竹下                                                                 | ららぽーと福岡                                           |                                                         |

### 博多駅センタービル前E
福岡センタービル前 の住吉通り北行き車線沿い。住吉通りから左折して大博通り経由・県庁方面に向かう路線が停車する ほか、駅前三丁目方面からの博多駅行きはここが終点となる。
- ■ 9（県庁前経由箱崎三丁目）
- ■ 10（県庁前経由九大病院）

### 博多駅西日本シティ銀行前F
西日本シティ銀行本店前 の住吉通り北行き車線沿い。住吉通り方面からの博多駅行きはここが終点となる。なお、長崎からの高速バス「九州号」の降車所は、2013年1月まではここになっていた（翌月以降はターミナル内降車場に変更）。
- ■ 46（キャナルシティ博多（櫛田神社前駅）・国体道路経由天神 / 博多埠頭（ベイサイドプレイス））
- ■ 88（国際会議場サンパレス前・マリンメッセ前経由博多港国際ターミナル（中央ふ頭））
- ■ 99（国際センターサンパレス前経由博多埠頭（ベイサイドプレイス））
- ■BRT（国際会議場サンパレス前・マリンメッセ前経由博多港国際ターミナル（中央ふ頭））

### HEARTSバスステーション博多
独立行政法人都市再生機構（UR都市機構）が博多駅前4丁目（JRJP博多ビル南・筑紫通り沿い）に整備した高層マンション「アーベイン博多駅前ファースト」の下層階にあるバスターミナル。企業向け出張手配やハイヤー・貸切バスの事業を手がける株式会社HEARTSが運営する。2018年12月16日に供用開始し、博多駅筑紫口（合同庁舎前）に発着していた旧ツアーバス路線の都市間高速バスが発着場所を移転した。